# ژیل برولاتی
ژیل برولاتی (فرانسوی: Gilles Berolatti‎؛ زادهٔ ۴ مهٔ ۱۹۴۴) شمشیرباز اهل فرانسه است.
وی در مسابقات کشوری و بین‌المللی در مجموع برندهٔ ۱ مدال طلا، ۱ مدال برنز شده‌است.